# Амиров, Расим Омбай оглы

## Звания и награды
- - Доктор медицинских наук
  - Профессор
  - Награждён почётными грамотами Министерства здравоохранения Азербайджанской ССР

## Биография
Расим Омбай оглы Амиров (1928-1979)- доктор наук, профессор, автор пяти монографий и более двухсот работ. Окончил Азербайджанский Медицинский Институт в 1950-м году. В период с 1958-го по 1964-й годы работал в Азербайджанском Медицинском Институте на кафедре общей гигиены. В 1964-м году Расим Амиров организовал кафедру гигиены труда и профзаболеваний в Азербайджаснком Государственном Институте Усовершенствования Врачей им. А. Алиева и оставался ее руководителем вплоть до 1972-го года. С 1972-го по 1979-й год руководил созданной им лабораторией гигиены и физиологии труда в НИИ вирусологии, микробиологии, и физиологии Минздрава Азербайджанской ССР. Расим Амиров фокусировался на исследовании токсикологии и гигиены труда. В 1967-м году был избран председателем Научного общества гигиенистов и санитарных врачей СССР и оставался в этой должности вплоть до 1979-го года. Его исследование: токсичные химические вещества, используемые в сельском хозяйстве, и меры предосторожности (З.Совместно с Аббасовым). B., 1967; Повышение устойчивости организма к действию токсических веществ. Б., 1963.